# Marcia Lucas
(Marcia Lucas)
Marcia Lucas, nata Marcia Lou Griffin (Modesto, 4 ottobre 1945), è una montatrice e produttrice cinematografica statunitense.
Moglie di George Lucas, fu una delle personalità tecniche prominenti, insieme a Walter Murch e John Milius, del movimento della Nuova Hollywood negli anni settanta, epoca che vide emergere molte donne nello stesso ambito, l'unico in cui la presenza delle donne era preponderante, in un settore cinematografico in cui gli incarichi tecnici più prestigiosi erano riservati agli uomini, in quanto veniva visto come un lavoro paragonabile al cucito. Dopo la fine del matrimonio con il regista, avvenuta nel 1983, Lucas si ritirò a vita privata, cessando qualsiasi attività nel mondo del cinema.
Nel 1974, venne nominata agli Oscar per il miglior montaggio con American Graffiti. Collaborò con Martin Scorsese ai film Alice non abita più qui, nel 1975, e a Taxi Driver l'anno successivo, ottenendo per quest'ultimo una nomination per il BAFTA al miglior montaggio. Nel 1978 vinse infine un Oscar (con Richard Chew e Paul Hirsch) per il suo lavoro su Guerre stellari.

## Biografia
Marcia Lou Griffin nacque nel 1945 a Modesto, da padre militare e madre casalinga, Mae. La famiglia era stazionata alla base aerea di Stockton e Marcia venne alla luce a Modesto in quanto era la città con l'ospedale più vicino alla base. I due divorziarono quando Marcia aveva due anni, Mae si spostò a North Hollywood, dove abitavano i suoi genitori, con le due figlie. Dopo la morte del padre di Mae, si trasferirono in un piccolo appartamento nel quartiere.
Il padre di Marcia, che nel frattempo si era risposato ed era andato a abitare in Florida, non contribuiva al mantenimento della famiglia e Mae dovette provvedere da solo al sostentamento delle figlie. Marcia definì quegli anni «vita dura». Visse con il padre per un periodo, ma il loro rapporto non migliorò. Tornò dalla madre e, nel tentativo di aiutarla, iniziò a lavorare, continuando gli studi grazie alle scuole serali.
Marcia iniziò dei corsi serali in chimica, lavorando di giorno in una società di mutuo bancario a Los Angeles. Tramite il suo fidanzato dell'epoca trovò impiego presso un museo di Hollywood come bibliotecaria per catalogare i cimeli dei film. Tuttavia, i bibliotecari dovevano fare richiesta all'ufficio di collocamento dello Stato della California per lavorare e Marcia fu inviata alla cineteca Sandler Film Library, che era alla ricerca di un apprendista bibliotecario senza alcuna esperienza. Dale Pollock descrisse così il lavoro di Marcia che oltre a prevedere il montaggio di trailer e spot televisivi, comportava la scelte delle scene più disparate: «prendeva ordini per della pellicola richiesta dai produttori, come inquadrature notturne di una Ford anni quaranta che gira in una strada di campagna. Se il materiale si adattava alla scena, ordinava le stampe del negativo, un lavoro altamente tecnico che appassionò subito Marcia. Venne inoltre attratta dall'istantanea gratificazione del montaggio».

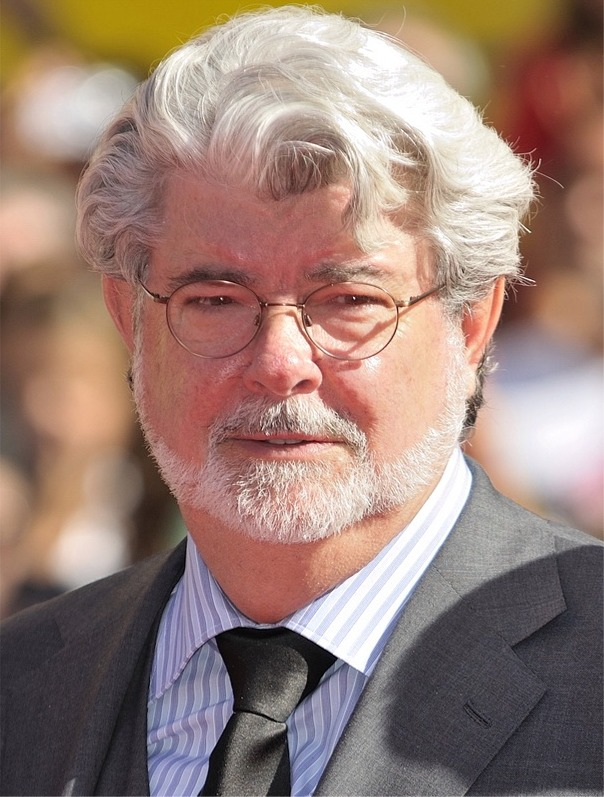
George Lucas, nel 2009.

Nel 1967, venne chiamata da Verna Fields, futura montatrice di film come Lo squalo e Paper Moon - Luna di carta, in contatto anche con le biblioteca cinematografiche di Hollywood, che chiese alla Sandler di mandarle una assistente al montaggio per aiutarla con un documentario finanziato dalla United States Information Agency, un organo avente funzioni di relazioni internazionali, sul viaggio in estremo Oriente del presidente Johnson. La quantità di girato era talmente alta che Fields dovette assumere un ulteriore gruppo di assistenti, studenti della University of Southern California. Marcia, la montatrice con più esperienza, venne messa a lavorare con uno degli studenti più inesperti, George Lucas. I due si conobbero e si fidanzarono dopo un lungo periodo di corteggiamento da parte di Lucas, timido e introverso. Marcia, dal canto suo, pur essendo audace ed estroversa, era intimidita da ciò che Lucas rappresentava: non era mai riuscita a laurearsi e questo la faceva sentire intellettualmente inferiori nei confronti dei suoi collaboratori. Il carattere dello stesso Lucas la indisponeva: «Sono capace di provare invidia e gelosia, e penso che siano emozioni normali. Ma sono emozioni che George non prova. Non ho mai visto George invidioso o geloso di qualcuno».
Marcia continuò a lavorare nel mondo pubblicitario, mentre George fu assunto dal suo amico Francis Ford Coppola per girare un documentario sulla realizzazione del film Non torno a casa stasera. Sul treno che conduceva al set di Long Island, Lucas le chiese di sposarlo. I due convolarono a nozze il 22 febbraio 1969 nella chiesa metodista di Pacific Grove. Tra gli invitati presenziarono Coppola, Walter Murch, Hal Barwood, Matthew Robbins e Verna Fields.

### Anni settanta
Marcia lavorò come assistente al montaggio del primo film del marito, L'uomo che fuggì dal futuro, offrendo consigli e suggerimenti su come coinvolgere emotivamente il pubblico. Le due personalità, più preoccupato dell'aspetto visivo e grafico lui, interessata allo sviluppo della narrazione lei, entrarono spesso in contrasto durante la fase del montaggio, svoltasi nell'attico della loro casa, ma Marcia era l'unica persona che George ascoltava e di cui teneva conto.
L'uomo che fuggì dal futuro si rivelò un fallimento dal punto di vista economico, ma venne acclamato dalla critica e divenne in seguito un film culto.
Coppola nel frattempo stavo girando Il padrino e diede ai Lucas una fonte di reddito: Marcia poteva montare i numerosi provini degli attori, mentre George poteva usare la cinepresa per l'animazione a passo uno, con la quale dovette creare il montaggio dei vari quotidiani. Il cineasta Michael Ritchie, che conosceva George attraverso contatti con la American Zoetrope, stava realizzando Il candidato, con Robert Redford, e assunse Marcia come assistente al montaggio. Il lavoro fu l'ancora di salvezza per la coppia e l'unico reddito per diversi mesi. Lucas era nel frattempo alla ricerca di un ingaggio, ma alle sue condizioni, rifiutò infatti di dirigere film come I diamanti dell'ispettore Klute, Tommy e Hair. Dovette infine cedere e ripiegò su una sorta di romanzo di formazione cinematografico ambientato negli anni della su adolescenza a Modesto, chiamato American Graffiti. Marcia fu l'unica a credere nel progetto, che vedeva finalmente il marito alle prese con un progetto emozionale e incentrato sui personaggi: «Mi diceva sempre "Coinvolgere emotivamente lo spettatore è facile. Chiunque può essere accecato, prendi un gattino e qualcuno che gli torce il collo". Tutto quello che voleva fare era cinema astratto, raccolte di immagini. Alla fine mi disse "Ti mostrerò quanto è facile. Farò un film che coinvolge gli spettatori"».
Marcia lavorò al montaggio del film, criticando la struttura originariamente imposta dal marito, che prevedeva un continuo passaggio da una storia all'altra, e proponendo invece una tempistica meno frenetica, in modo da dare più respiro alle scene e permettere loro di svilupparsi e coinvolgere gli spettatori. Uscito nei cinema l'11 agosto 1973, American Graffiti venne accolto positivamente dalla critica e incassò oltre 100 milioni di dollari al botteghino.
Con parte dei guadagni, comprarono una grande casa in stile vittoriano a San Anselmo, nella contea di Marin. Marcia rinominò la casa Parkhouse e l'edificio divenne il quartier generale della LucasFilm fino alla costruzione dello Skywalker Ranch negli anni ottanta. L'anno successivo, American Graffiti venne nominato a cinque premi Oscar, miglior film, miglior regista, miglior attrice non protagonista, miglior sceneggiatura originale e miglior montaggio, non vincendone alcuno. Marcia si disse tremendamente delusa dalla sconfitta, ma la sua carriera stava ormai decollando: Ritchie, impressionato dal suo lavoro su Il candidato, la raccomandò a Martin Scorsese per il suo successivo film, Alice non abita più qui. Scorsese stava cercando una montatrice che rendesse la sceneggiatura più emotivamente onesta. Alice fu un punto di svolta: era il primo lavoro come unica montatrice in un film non diretto dal marito. Durante le riprese della pellicola Marcia dovette trasferirsi a Tucson per montare i giornalieri. Il film fu l'ennesimo successo di critica e Marcia iniziò a convivere con l'idea di celebrità, insieme al marito, che nel frattempo era al lavoro sulla prima bozza della sceneggiatura del suo nuovo progetto, chiamato Guerre stellari.
Scorsese aveva apprezzato al tal punto il lavoro di Marcia che la chiamò a Los Angeles l'anno successivo per Taxi Driver, la cui produzione avvenne in tempi talmente stretti da costringere Marcia a reclutare Tom Rolf e Melvin Shapir come assistenti al montaggio. Un impegno, questo, reso ancora più arduo dalla sregolatezza di Scorsese, che all'epoca stava combattendo contro la sua dipendenza da cocaina. La cosa non venne vista di buon occhio da George, cresciuto in una famiglia tradizionalista che non aveva mai permesso alle donne di avere una carriera indipendente, come ebbero a dire Willard Huyck e Gloria Katz, amici della coppia e co-sceneggiatori di American Graffiti: «George non era felice della situazione e fu un grande passo per lui lasciarla andare. Fu una presa di coscienza da parte sua». Taxi Driver, distribuito nel 1976, le fece guadagnare una candidatura ai BAFTA per il miglior montaggio.

### Guerre stellari
(William Huyck)

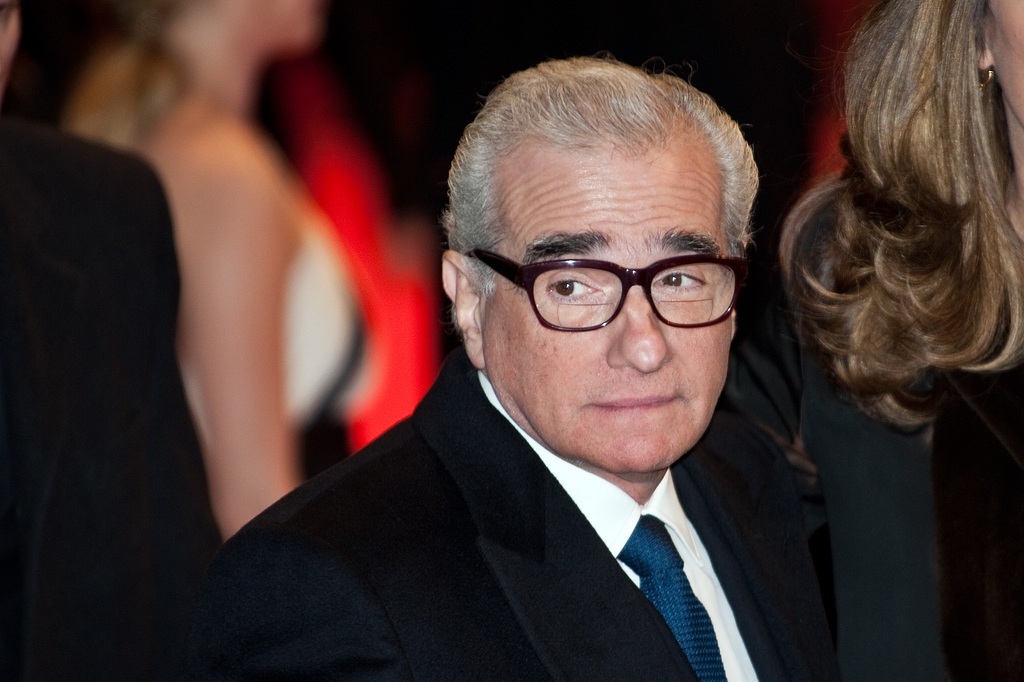

Nel 1975, Marcia aiutò a completare la seconda bozza della sceneggiatura di Guerre stellari, dando suggerimenti sulla costruzione dei personaggi, sull'impatto emotivo delle scene e sulla scrittura dei dialoghi. Lucas non accoglieva suggerimenti da nessun altro e Marcia era spietata al riguardo. Dale Pollock, biografo di Lucas, scrisse: «Gli dice soltanto cose che lui già sa. La fede di Marcia non vacillò mai, era allo stesso tempo il critico più severo di George e la sua più ardente sostenitrice». La donna risentì infatti delle continue affermazioni pubbliche di Lucas in cui, interpretando la filosofia della politica degli autori, attribuiva ogni elemento dei suoi film a se stesso.
L'anno seguente, Marcia si trasferì in Tunisia, e successivamente nello Hampstead, per seguire il marito nelle riprese del film. Lucas intanto ingaggiò un montatore inglese, John Jympson, per montare la pellicola mentre era in Inghilterra, ma Jympson fu subito licenziato dopo che il regista visionò un premontato privo dell'energica cinetica che aveva immaginato per il suo film. Marcia venne in soccorso del marito e ricominciò a selezionare tutti i giornalieri. Il materiale era ingestibile per una sola persona e a Marcia venne affiancato Richard Chew, che Lucas conosceva per il suo lavoro su La conversazione. Un terzo montatore, Paul Hirsch, già collaboratore di Brian De Palma in Carrie - Lo sguardo di Satana, si unì al gruppo, supervisionato dallo stesso Lucas. Nell'autunno del 1976, il team concluse il lavoro su un ennesimo premontato. Alan Ladd, Jr., presente alla proiezione, rimase impressionato dal risultato e si convinse del potenziale di Guerre stellari. Nel dicembre dello stesso anno, Martin Scorsese la chiamò per informarla che il montatore al lavoro sul suo film, New York, New York, era morto e le chiese di aiutarlo a completare la pellicola. Marcia accettò estasiata di lavorare su qualcosa che considerava "più artistico" e con qualcuno che non fosse Lucas. George fu, ancora una volta, titubante sull'influenza che Scorsese poteva avere sulla moglie, ma non si oppose alla decisione di Marcia e si preoccupò invece di finire il lavoro sul suo film.
Guerre stellari uscì negli Stati Uniti il 25 maggio 1977, diventando il film con l'incasso più alto di sempre (con oltre 600 milioni di dollari in tutto il mondo) e un fenomeno culturale senza precedenti. La critica accolse positivamente la pellicola, che nel dicembre dello stesso anno venne nominata a undici premi oscar, vincendo sette, tra cui quello per il miglior montaggio.
George accolse inaspettatamente il successo del film, progettando di abbandonare la carriera di regista, limitandosi a produrre e scrivere i successivi episodi della saga. Marcia intravide la possibilità di finalmente avere un figlio, realizzando il suo sogno di una famiglia e di una vita normale. La donna espresse in un articolo del 1977 su People i suoi desideri per il futuro: «Ricongiungerci nella nostra vita privata e avere un bambino. Questo è il progetto per il resto dell'anno». Sfortunatamente, durante una visita medica i due scoprirono non avrebbero mai potuto concepire un figlio insieme. La notizia devastò Marcia e nonostante l'ovvia alternativa dell'adozione, decisero di aspettare finché le loro vite lavorative non si fossero stabilizzate. Il sequel di Guerre stellari, infatti, era appena entrato in fase di pre-produzione.

### Anni ottanta
Alla fine degli anni settanta, Marcia sembrò perdere interesse in ciò che le riusciva meglio, il lavoro di montatrice, nonostante i registi continuassero a chiedere di lei. Una serie di eventi fortuiti portò Scorsese a realizzare il suo nuovo film, Toro scatenato, con Thelma Schoonmaker, la quale collaborò con il cineasta ad ogni suo progetto da allora. Eleanor Coppola le chiese di assemblare il materiale che aveva girato durante le riprese di Apocalypse Now, dal quale nacque diversi anni dopo il documentario Viaggio all'inferno, ma Marcia rifiutò dicendo che era «troppo impegnata a mettere in ordine la casa». Oltre alle offerte di montaggio, arrivarono proposte per produrre e dirigere. Marcia, invece, sembrava soltanto voler aspettare che George si sistemasse e insieme potessero creare una famiglia. In questo periodo si limitò ad aiutare il marito negli affari della LucasFilm, organizzando il campionato di softball della compagnia e le gare di vela. Lucas soltanto fu in grado di convincerla a realizzare il montaggio in split-screen di American Graffiti 2, compito che la donna svolse a malincuore, e a fungere da consulente esterno nella post-produzione de L'Impero colpisce ancora, dando suggerimenti sul montaggio (in molte pubblicazione, al contrario, le venne attribuito il ruolo di montatrice non accreditata).
L'Impero colpisce ancora uscì nel maggio del 1980, deludendo le aspettative di pubblico e critica. Ciononostante fu un successo al botteghino e, negli anni, riuscirà a diventare uno dei più importanti film di fantascienza mai realizzati. Invece che rallentare, Lucas si buttò a capofitto nella realizzazione de I predatori dell'arca perduta e nella costruzione dell'imponente Skywalker Ranch, il complesso abitativo e lavorativo a lungo sognato, in cui trovarono poste le infrastrutture tecniche dell'azienda. La riorganizzazione della Lucasfilm stessa non sembrava dargli riposo: dai cinquanta dipendenti del 1979, la compagnia aveva raggiunto gli oltre cento stipendiati.

### Il ritorno dello Jedie il divorzio
Nel 1981, in un periodo di stabilità, la coppia adottò una bambina, Amanda. Lucas era determinato a non farsi coinvolgere dagli impegni lavorativi per potersi dedicare alla sua famiglia: ingaggiò Lawrence Kasdan, già sceneggiatore de L'Impero colpisce ancora, per scrivere il secondo sequel della saga, Il ritorno dello Jedi, Richard Marquand fu chiamato a dirigere la pellicola e il produttore Howard Kazanjian ricoprì il ruolo lasciato vacante da Gary Kurtz. In un'intervista dell'epoca, Marcia ricorda così quel periodo di apparente serenità domestica: «Siamo una famiglia ora, stiamo cercando di mantenere le nostre vite il più normali possibile. Quando si riceve una grossa somma di denaro è facile perdere il contatto con la realtà. E io non voglio crescere dei bambini in una fantasia». Tuttavia, George venne sempre più coinvolto dalle riprese de Il ritorno dello Jedi, diventando una presenza permanente sui set in Inghilterra, fungendo da regista della seconda unità e aiutando Marquand nel processo di post-produzione. Il resto del tempo venne assorbito dalla produzione di Indiana Jones e il tempio maledetto, che Steven Spielberg stava girando in Sri Lanka.
Le cose non migliorarono con il passare dei mesi e, nonostante la presenza della prole, Marcia si sentiva soffocata dalla freddezza emotiva del marito, disse di «Non poter più sopportare l'oscurità», aggiungendo che «Il viaggio per arrivare qui è stato molto più divertente che essere qui». Lucas lasciò la moglie a supervisionare la costruzione del Ranch. Una delle sezioni più imponenti della struttura, la biblioteca, prevedeva una cupola di vetro colorato che venne creata da Tom Rodrigues, un artista locale, il quale funse da supervisore anche per le altre rifiniture in vetro create in loco da una vetreria esterna. Durante quel periodo, Marcia si innamorò dell'uomo.
Nel tentativo di ricongiungersi, George, dietro suggerimento di Kazanjian, assunse Marcia come montatrice su Il ritorno dello Jedi. Lavorò sulla morte di Yoda, quella di Lord Fener e su tutte le battaglie spaziali. Tutto questo non servì a migliorare la situazione: Marcia cadde in depressione e parlò al marito dei loro problemi coniugali. Propose di ricorrere a un consulente matrimoniale o di tentare una separazione di prova. Lucas, che veniva da una famiglia conservatrice e tradizionalista, rifiutò entrambe le soluzioni, supplicandola di aspettare finché la lavorazione del film non fosse finita: «So che George voleva che io restassi, ma era un po' troppo tardi».
Poco dopo l'uscita de Il ritorno dello Jedi, che replicò il successo della serie, ma che venne giudicato l'episodio più debole della saga, i Lucas annunciarono il loro divorzio dopo quattordici anni di matrimonio e la notizia divenne pubblica nel numero del 27 giugno 1983 del TIME, in tempo per la fine dei lavori al Ranch, sorta di simbolo della loro relazione fallita («Gli ricordavo sempre come avessimo montato American Graffiti nel garage di Francis, di come non avessimo bisogno di questa enorme struttura. Ancora non capisco perché volle costruirla se non voleva più realizzare film»). Il regista fu sconvolto dall'inaspettata, a suo dire, piega degli eventi e il divorzio fu uno dei motivi che lo costrinsero a ritirarsi dalle scene negli anni ottanta. Steven Spielberg, amico del regista, si disse scosso tanto quanto Lucas: «George e Marcia erano la ragione per cui uno decide di sposarsi, erano la polizza assicurativa che il matrimonio avrebbe funzionato. E quando il loro matrimonio non funzionò, persi fede nell'istituzione per molto tempo».
L'ex-marito non la incluse nella realizzazione dei vari documentari, libri o speciali sulla saga accorsi negli anni, in una sorta di damnatio memoriae (tanto che nel libro del 2007 The Making of Star Wars Richard Chew è accreditato come il montatore principale della pellicola, a Lucas, l'unica non ritratta in foto nel volume, è attribuita soltanto la battaglia finale e l'incontro tra Ian Solo e Jabba the Hutt), e Marcia venne addirittura estromessa dal proprio circolo sociale, lo stesso dell'ex-marito. Lucas fu nella posizione di dettare i termini, come raccontò la stessa Marcia: «Francis [Ford Coppola] e Ellie erano soliti organizzare un party per le festività di Pasqua e dopo i primi anni dal divorzio, smisi di essere invitata. Anni dopo incontrai Ellie a Los Angeles e mi disse che avrebbe sempre voluto chiamarmi e spiegarmi che quando Francis stava lavorando con George su Tucker, un uomo e il suo sogno, George gli chiese di non invitarmi più perché lo facevo sentire a disagio. Questo mi ferì, non solo mi aveva cancellato dalla propria vita, voleva cancellarmi anche dalla vita dei miei amici».
I due optarono per la custodia condivisa di Amanda e la sentenza di divorzio fece perdere a Lucas parte della propria fortuna: Marcia ricevette una cifra stimata tra i 35 e i 50 milioni di dollari, in qualità non solo di moglie, ma anche di socia in affari. Marcia andò a vivere con Tom Rodrigues nella città di Belvedere, poco distante dal Ranch per facilitare la custodia della figlia. Poco tempo dopo, rimase incinta della sua prima figlia naturale, Amy. Nonostante le offerte per dirigere e montare film continuarono ad arrivare, Marcia perse interesse per il lavoro e si ritirò a vita privata, realizzando il desiderio di un'esistenza normale.
Poco meno di cinque anni più tardi, il matrimonio con Rodgrigues finì e i due divorziarono. Da allora sembra aver cessato qualsiasi attività nell'ambito cinematografico, se si esclude la produzione del film indipendente No Easy Way, del 1996. La sua memoria rimane comunque viva grazie al centro di post-produzione Marcia Lucas all'università della California.
Marcia mantiene tuttora il cognome del primo marito per permettere alla figlia di avere dei genitori con lo stesso cognome, cosa che fece anche durante il matrimonio con Rodrigues adottando il nome di Marcia Lucas Rodrigues. Dopo la fine dell'unione preferì togliere il secondo cognome, «non propriamente di mio gradimento». Inoltre, Marcia Lucas fu il nome professionale con cui tutti impararono a conoscerla e quello che la rappresenta: «Non ho connessioni con il nome di mio padre, lui ci ha abbandonato. Era una sorta di Marcia Senza-nome, ma avevo un nome professionale, quello che c'è in tutti i film a cui ho preso parte. Sono orgogliosa del mio lavoro come Marcia Lucas. Ho preso parte ad un'incredibile era del cinema americano».

## Filmografia

### Montatrice
- Journey to the Pacific, regia di Gary Goldsmith[28] (1967)
- Filmmaker, regia di George Lucas (1968) - cortometraggio
- America, America, dove vai? (Medium Cool), regia di Haskell Wexler (1969)
- Non torno a casa stasera (The Rain People), regia di Francis Ford Coppola (1969)
- L'uomo che fuggì dal futuro (THX 1138), regia di George Lucas (1971)
- Il candidato (The Candidate), regia di Michael Ritchie (1972)
- American Graffiti, regia di George Lucas (1973)
- Alice non abita più qui (Alice Doesn't Live Here Anymore), regia di Martin Scorsese (1974)
- Taxi Driver, regia di Martin Scorsese (1976)
- New York, New York, regia di Martin Scorsese (1977)
- Guerre stellari (Star Wars), regia di George Lucas (1977)
- American Graffiti 2 (More American Graffiti), regia di Bill L. Norton (1979) (non accreditata)
- Guerre stellari - L'Impero colpisce ancora (The Empire Strikes Back), regia di Irvin Kershner (1980) (consulente, non accreditata)
- Guerre stellari - Il ritorno dello Jedi (Return of the Jedi), regia di Richard Marquand (1983)

### Produttrice
- No Easy Way, regia di Jeffrey Fine (1996)

## Premi e riconoscimenti
- Premio Oscar
  - 1974: candidatura al miglior montaggio American Graffiti
  - 1978: miglior montaggio per Guerre stellari
- Saturn Award
  - 1978: miglior montaggio per Guerre Stellari
- BAFTA Awards
  - 1977: candidatura al miglior montaggio per Taxi Driver
  - 1979: candidatura al miglior montaggio per Guerre Stellari
- Eddie Award
  - 1978: candidatura al miglior montaggio per Guerre Stellari